# Veerle (Vorname)
Veerle ist ein weiblicher Vorname, der vor allem in Flandern und der niederländischen Provinz Zeeland verbreitet ist.

## Namenstag
Namenstag ist der 4. Januar nach der Heiligen Veerle (Pharaïldis) (650–740), Schutzpatronin der Stadt Gent.

## Bekannte Namensträgerinnen
- Veerle Baetens, flämische Schauspielerin
- Veerle Casteleyn, flämische Schauspielerin
- Veerle Dejaeghere, flämische Leichtathletin
- Veerle De Jonghe, flämische Schauspielerin
- Veerle Dobbelaere, flämische Schauspielerin
- Veerle Heeren, flämische Politikerin der Christen-Democratisch en Vlaams
- Veerle Wouters, flämische Politikerin der Nieuw-Vlaamse Alliantie
- Veerle ten Have, neuseeländische Windsurfathletin